# (37239) 2000 WB168
2000 WB168 (asteroide 37239) é um asteroide da cintura principal. Possui uma excentricidade de 0.11963670 e uma inclinação de 14.50369º.
Este asteroide foi descoberto no dia 25 de novembro de 2000 por LINEAR em Socorro.